# Now What?!
Albums de Deep Purple
Live at Montreux 2011
(2011) Infinite
(2017)
Singles
1. All the Time in the World / Hell To Pay
Sortie : 29 mars 2013
2. Vincent Price / First Sign Of Madness
Sortie : 17 mai 2013
3. Above And Beyond
Sortie : 2013

NOW What?! est le dix-neuvième album studio du groupe de hard rock britannique Deep Purple. Il parait le 26 avril 2013 sur le label earMUSIC en Europe et est produit par Bob Ezrin.

## Histoire
Le groupe, par l'intermédiaire de son chanteur Ian Gillan, évoque son retour en studio dès la fin 2009, avec plus ou moins de conviction. D'après Ian Paice, le batteur du groupe et l'unique membre d'origine, des sessions d'écritures ont lieu courant 2010-2011. À l'époque, il suggère que ce nouvel opus devait être produit par le bassiste Roger Glover et lui-même.
Ian Gillan confirme officiellement en janvier 2012 la sortie d'un nouvel album pour début 2013. Le nom du producteur Bob Ezrin est dévoilé quelques semaines plus tard par le guitariste Steve Morse. L'enregistrement de l'album se déroule de juin à juillet 2012 à Nashville.
Le titre de l'album, NOW What?!, est dévoilé le 26 février 2013. Les dates de sortie de l'album s'étalent du 26 avril au 1er mai : le 26 en Allemagne, en Suisse, en Autriche, en Espagne et en Finlande, le 29 au Benelux, au Danemark, en France, en Norvège, en Pologne, en République tchèque et au Royaume-Uni, le 30 aux États-Unis et en Italie, et le 1er en Suède.
L'album est dédié à Jon Lord.
Durant la première partie de la tournée promotionnelle de l'album (mai-août 2013), le groupe a interprété six titres de l'album : All The Time In The World, Vincent Price, Bodyline, Above And Beyond, Hell To Pay et Uncommon Man. À partir d'octobre 2013, Après Vous a fait son entrée dans la setlist en tant que morceau d'introduction, remplaçant ainsi Fireball ou Highway Star.

## Liste des titres
Tous les morceaux ont été écrits et composés par Don Airey, Ian Gillan, Roger Glover, Ian Paice, Steve Morse et Bob Ezrin, sauf It'll Be Me, par Jack Clement.

### Éditions standard et Deluxe
1. A Simple Song — 4:39
2. Weirdistan — 4:14
3. Out of Hand — 6:10
4. Hell to Pay — 5:11
5. Bodyline — 4:26
6. Above and Beyond — 5:30
7. Blood from a Stone — 5:18
8. Uncommon Man — 7:00
9. Après Vous — 5:26
10. All the Time in the World — 4:21
11. Vincent Price — 4:46
12. It'll Be Me (titre bonus de l'édition deluxe) — 3:03

### Gold Edition

#### CD 1
1. A Simple Song — 4:39
2. Weirdistan — 4:14
3. Out of Hand — 6:10
4. Hell to Pay — 5:11
5. Bodyline — 4:26
6. Above and Beyond — 5:30
7. Blood from a Stone — 5:18
8. Uncommon Man — 7:00
9. Après Vous — 5:26
10. All the Time in the World — 4:21
11. Vincent Price — 4:46
12. It'll Be Me — 3:03
13. First Sign of Madness — 4:29

#### CD 2 The Live Tapes
1. Strange Kind Of Woman (Live) -6:06
2. Hard Lovin' Man (Live) - 6:24
3. Vincent Price (Live) - 4:29
4. Contact Lost (Live) - 3:38
5. All The Time In The World (Live) - 4:56
6. No One Came (Live) - 5:21
7. Bodyline (Live) - 4:22
8. Perfect Strangers (Live) - 6:53
9. Above And Beyond (Live) - 5:29
10. Lazy (Live) - 8:22
11. Black Night (Live) - 9:03
12. Smoke On The Water (Live) - 7:18

Selon Ian Gillan, Above and Beyond rend hommage à Jon Lord, membre fondateur du groupe décédé en juillet 2012, et contient les paroles Souls, having touched, are forever entwined (« Les âmes, qui se sont côtoyées, resteront à jamais enlacées »).

## Singles

### All The Time In The World
Le single All the Time in the World est disponible en vinyle, CD et téléchargement depuis le 29 mars 2013 en édition limitée. Les versions live ont été enregistrées au Hard Rock Café de Londres en octobre 2005.

#### Version CD
1. All the Time in the World (Radio Mix Edit) — 3:48
2. Hell to Pay (Radio Edit) — 3:43
3. Perfect Strangers (Live) (Blackmore, Gillan, Glover) — 6:42
4. Rapture of the Deep (Live) (Airey, Gillan, Glover, Morse, Paice) — 5:16

#### Version téléchargement
1. All the Time in the World (Radio Mix Edit) — 3:48
2. Hell to Pay (Radio Edit) — 3:43
3. Highway Star (Live) (Blackmore, Gillan, Glover, Lord, Paice) — 6:42
4. Smoke on the Water (Live) (Blackmore, Gillan, Glover, Lord, Paice) — 5:16

#### Version vinyle
- Face A : Hell to Pay — 3:43
- Face B : All the Time in the World — 3:48

### Vincent Price

#### Version CD et téléchargement
1. Vincent Price — 4:46
2. First Sign Of Madness — 4:29
3. The Well-Dressed Guitar (Version studio) (Morse) — 2:52
4. Wrong Man (Live) (Airey, Gillan, Glover, Morse, Paice)
5. Vincent Price (Vidéo)

### Above And Beyond

#### Version CD et téléchargement
1. Above And Beyond
2. Things I Never Said (Version studio) (Airey, Gillan, Glover, Morse, Paice)
3. Space Truckin (Live in Rome, Italie, 22 juillet 2013) (Blackmore, Gillan, Glover, Lord, Paice)
4. Hush (Live in Rome, Italie, 22 juillet 2013) (Joe South)

#### Version vinyle
- Face A : Above And Beyond
- Face B : Space Truckin' (Live in Majano, Italie, 24 juillet 2013) (Blackmore, Gillan, Glover, Lord, Paice)

## Musiciens
- Ian Gillan : chant
- Ian Paice : batterie
- Roger Glover : basse
- Steve Morse : guitare
- Don Airey : claviers, orgue Hammond

### Musiciens additionnels
- Jason Roller : guitare acoustique sur All the Time in the World
- Eric Darken : percussions sur Bodyline et All the Time in the World
- Mike Johnson : guitare steel sur All the Time in the World et Vincent Price
- David Hamilton : claviers supplémentaires sur Uncommon Man, Weirdistan et Above and Beyond
- Étudiants de la Nimbus School of Recording Arts : chœurs sur Hell to Pay
- Bob Ezrin : chœurs supplémentaires et percussions

## Charts et certification
| Pays                                  | Durée du classement | Meilleur classement |
| ------------------------------------- | ------------------- | ------------------- |
| Allemagne                             | 17 semaines         | 1er                 |
| Autriche                              | 6 semaines          | 1er                 |
| Belgique (W)                          | 29 semaines         | 14e                 |
| Belgique (V)                          | 23 semaines         | 33e                 |
| États-Unis                            | 2 semaines          | 110e                |
| Danemark                              | 3 semaines          | 18e                 |
| Espagne                               | 2 semaines          | 19e                 |
| Finlande                              | 10 semaines         | 8e                  |
| France                                | 8 semaines          | 23e                 |
| Italie                                | 12 semaines         | 12e                 |
| Norvège                               | 9 semaines          | 1er                 |
| Pays-Bas                              | 4 semaines          | 12e                 |
| Royaume-Uni (UK Albums Chart)         | 4 semaines          | 19e                 |
| Royaume-Uni (UK Rock and Metal Chart) | -                   | 1er                 |
| Suède                                 | 12 semaines         | 7e                  |
| Suisse                                | 14 semaines         | 2e                  |

| Pays      | Certification | Ventes    | Date |
| --------- | ------------- | --------- | ---- |
| Allemagne | Or            | 100 000 + | 2013 |

### Single
| Date       | Single           | Chart          | Durée du classement | Position |
| ---------- | ---------------- | -------------- | ------------------- | -------- |
| 08/11/2013 | Above and Beyond | Single Top 100 | 1 semaine           | 100e     |